# Juan Prim
Juan Prim y Prats, o Joan Prim i Prats in catalano (pron. spagnola [ˈxwam ˈpɾin i ˈpɾats], catalana [ʒuˈam ˈpɾim i ˈpɾats]; Reus, 16 dicembre 1814 – Madrid, 30 dicembre 1870) è stato un generale e politico spagnolo e influente politico liberale progressista. Fece parte del Governo provvisorio del 1868 come Presidente del Consiglio dei ministri.

## Biografia
Era il figlio di Pablo Prim e di sua moglie Teresa Prats. Suo padre era un notaio, ma le circostanze di guerra del tempo lo portarono a essere capitano catalano della I legione durante la guerra d'indipendenza e, anni dopo, capo del battaglione fucilieri di Isabella II, nella prima guerra carlista.
Trascorse la sua infanzia e l'adolescenza sotto l'influenza del forte carattere di suo padre e della sua carriera militare.
Entrò nell'esercito nel 1834 per mano di suo padre, che era al comando di uno dei battaglioni durante le guerre carliste.
La sua carriera iniziò a piccoli passi. Come semplice combattente, dal primo incontro con i carlisti, dimostrò l'audacia e il coraggio che lo ha portato a scontrarsi con il nemico. 
Pochi mesi dopo, venne promosso a ufficiale e a tenente il 2 agosto 1835, dopo aver conquistato Vilamajor del Valles, una città difesa dalle forze carliste e dove fu ferito.
Nel 1838 fu promosso a capitano "di commissione", incarico che gli avrebbe permesso di inviare truppe regolari. Grazie alla conquista di Solsona, fu innalzato a comandante.
Alla fine della guerra, raggiunse il grado di colonnello. Ebbe anche un ruolo importante durante il cosiddetto Sessennio democratico.
Dopo la pacificazione del 1839, come un progressista in contrasto con la dittatura del generale Espartero, fu mandato in esilio. 
Tuttavia, nel 1843 è stato eletto deputato per Tarragona, e dopo aver sconfitto Espartero a Bruch, entrò a Madrid in trionfo con il generale Serrano. 
La reggente Maria Cristina lo promosse a maggior generale e lo nominò conte de Reus e visconte di El Bruch.

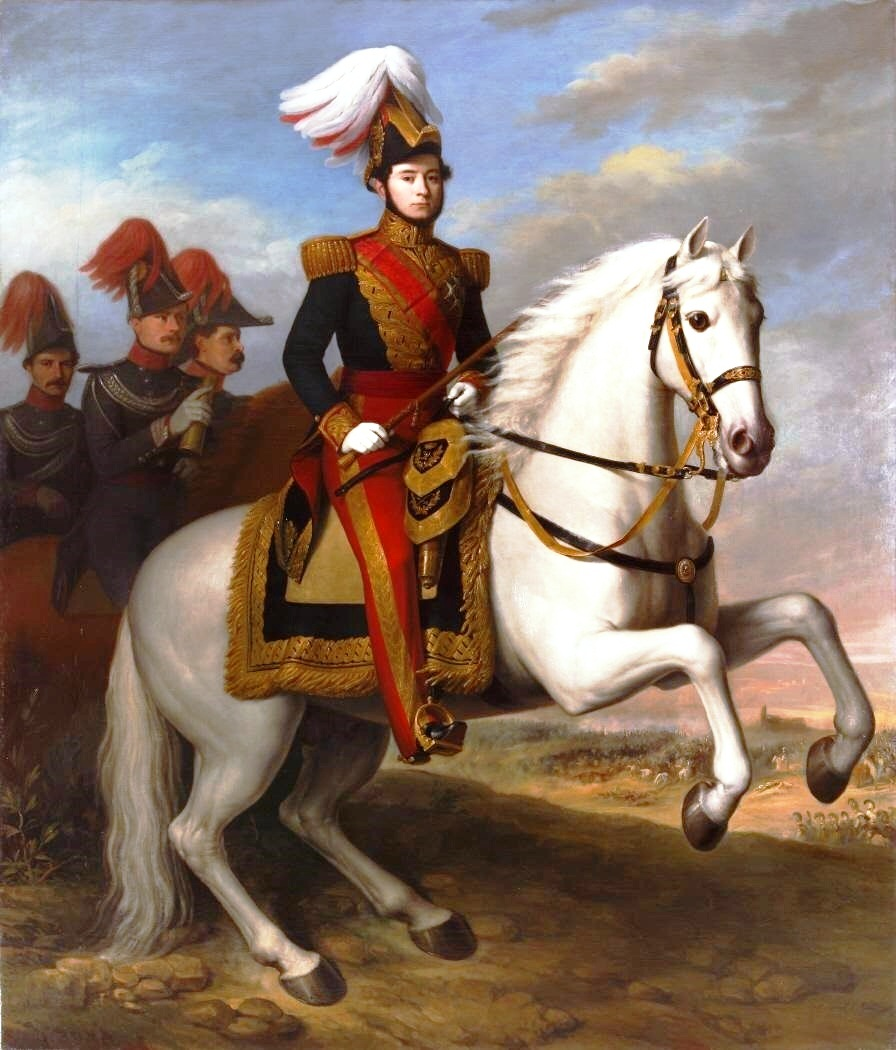
Ritratto equestre di Juan Prim y Prats di Antonio Maria Esquivel.

Il generale Narváez, il primo ministro, non riuscì a capire che cosa significasse libertà costituzionale e il generale Prim mostrò segni di opposizione, perciò fu condannato a sei anni di reclusione nelle Filippine. 
Poi tornò in Spagna e fu impiegato come Governatore di Porto Rico e in seguito come rappresentante militare con il sultano durante la guerra di Crimea. Nel 1854 fu eletto alla Cortes, e diede il suo appoggio al generale O'Donnell, che lo aveva promosso a luogotenente generale nel 1856.
Nella guerra contro il Marocco, nel 1860, fu marchese di Los Castillejos e Grande di Spagna.
Fu Presidente della Giunta Superiore Rivoluzionaria del 1868 e poi Presidente del Consiglio dei ministri nel Governo provvisorio del 1869. Fu il generale Juan Prim a offrire, per la seconda volta, la corona di Spagna ad Amedeo di Savoia, duca d'Aosta e figlio del primo re d'Italia Vittorio Emanuele II, che sarà così re di Spagna con il nome di Amedeo I.
Fu membro della Massoneria e raggiunse il 33º ed ultimo grado del Rito scozzese antico ed accettato.
In seguito ad un attentato subìto il 27 dicembre 1870, morì tre giorni dopo; si disse a causa di una setticemia, ma altre ricerche suggeriscono che fosse stato soffocato con un cuscino nel suo letto d'ospedale.